# Cirsium pyrenaicum

Cirsium pyrenaicum es una planta fanerógama perteneciente a la familia Asteraceae.

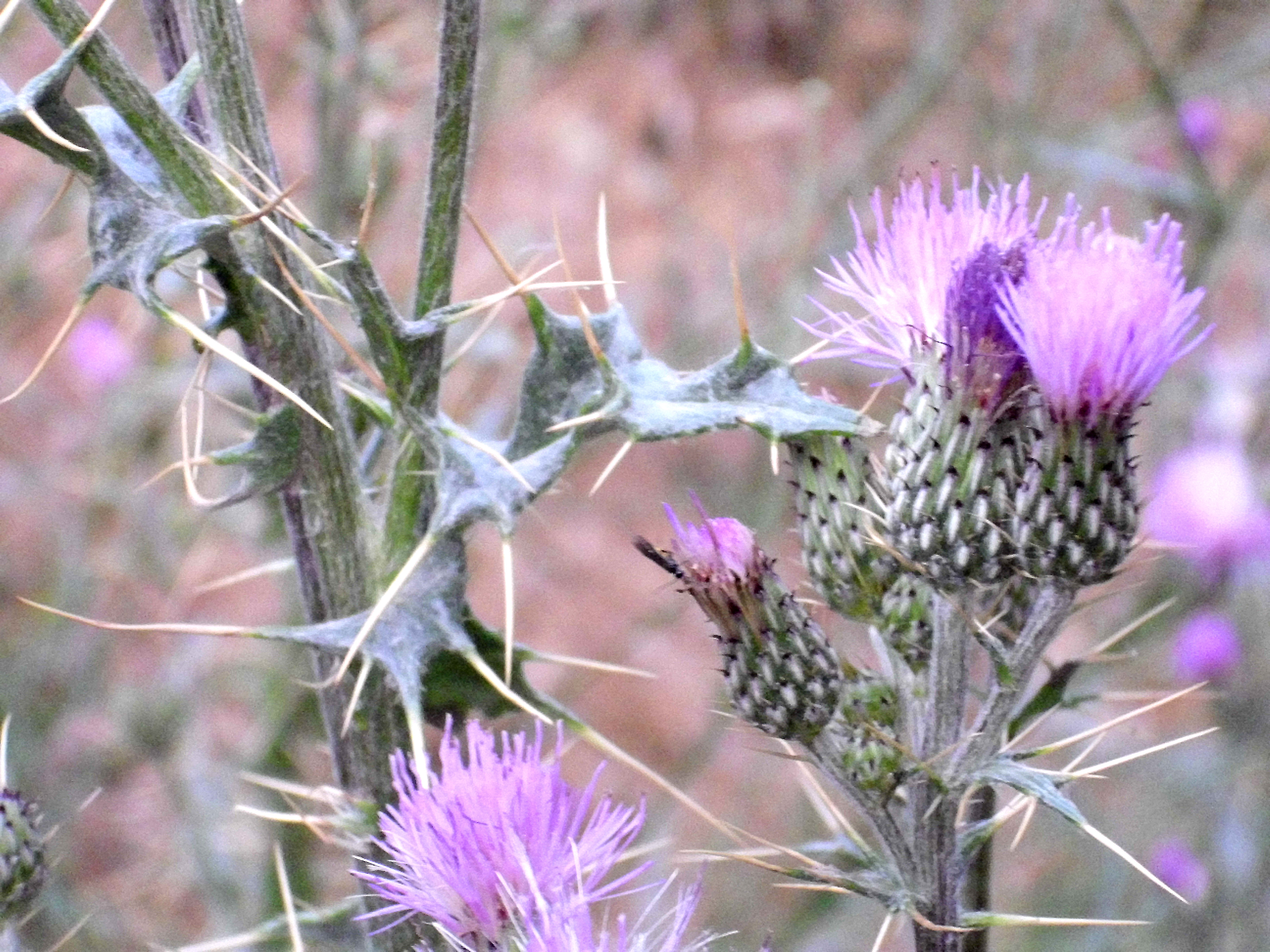
Inflorescencia

## Descripción
Es una planta perenne, rizomatosa. Tallos de hasta 150 cm de altura, alados, ramificados en la mitad superior. Hojas pinnatífidas, sin espinas en el haz y con envés tomentoso-aracnoideo; las ramas inferiores largamente pecioladas; las caulinares sentadas, largamente decurrentes. Capítulos sentados o subsentados, formando una panícula laxa. Involucro de 11-15 x 9-12 mm. Brácteas involucrales externas y medias ovadas, con una callosidad apical verde o purpúrea, terminadas en una espina de 1-2 mm. Flores hermafroditas, con tubo de 5-7 mm y limbo de 8-10 mm dividido casi hasta la mitad. Aquenios de 3-4 x 1-1,5 mm, amarillo-pajizos. Vilano de 81 2 mm. Tiene un número de cromosomas de 2n = 34 (Huelva). Florece y fructifica de junio a julio (octubre).

## Distribución y hábitat
Se encuentra en lugares encharcados y húmedos de suelos calcáreos. Muy rara. Se encuentra en el sudoeste de Francia, península ibérica y noroeste de Marruecos.

## Taxonomía
Cirsium pyrenaicum fue descrita por (Jacq.) All. y publicado en FI. Pedem. 151 (1785)
Etimología
Cirsium: nombre genérico que deriva de la palabra griega: kirsos = varices ;  de esta raíz deriva el nombre kirsion, una palabra que parece servir para identificar una planta que se utiliza para el tratamiento de este tipo de enfermedad. De kirsion, en los tiempos modernos, el botánico francés Tournefort (1656 - 708) ha derivado el nombre Cirsium del género.
pyrenaicum: epíteto geográfico que alude a su localización en los Pirineos.
Sinonimia
- Carduus jacquinii Steud.
- Carduus paniculatus Vahl
- Carduus pyrenaicus Jacq.
- Cirsium castellanum Willk.
- Cirsium flavispina Boiss. ex DC.
- Cirsium flavispina var. brachyacanthum Maire
- Cirsium flavispina var. longespinosum Kunze
- Cirsium flavispina subsp. perniveum H.Lindb.
- Cirsium flavispina var. perniveum (H.Lindb.) Maire
- Cirsium matritense Lag. ex Cutanda
- Cirsium paniculatum Spreng.
- Cirsium pyrenaicum var. longespinosum
- Cnicus pyrenaicus Willd.[3]

subsp. gaditanum (Talavera & Valdés) Talavera & Valdés
- Cirsium gaditanum Talavera & Valdés